# Ernst Jahn (NS-Opfer)

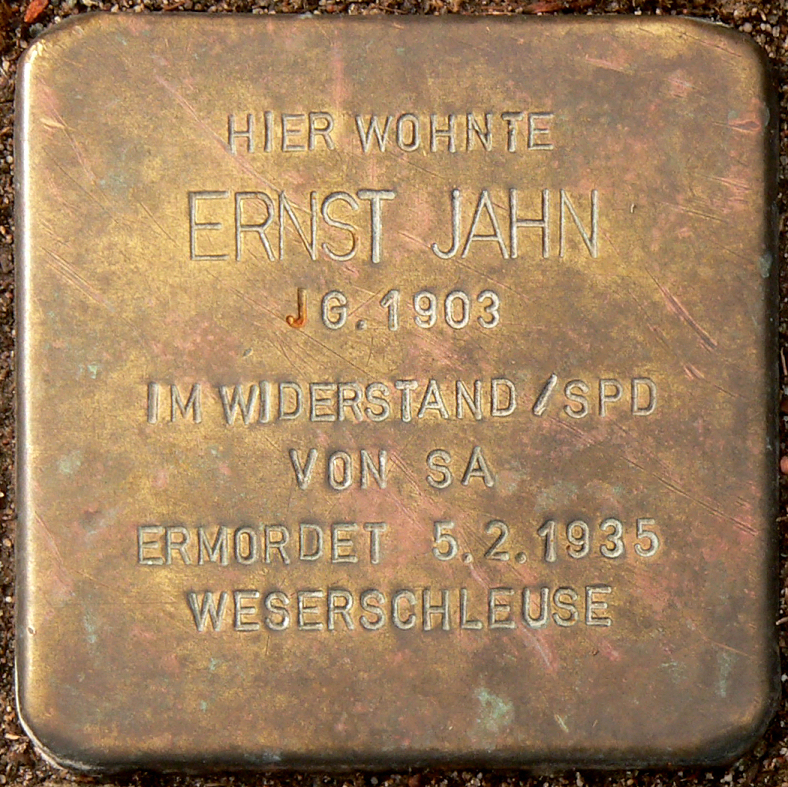
Stolperstein für Ernst Jahn in Hameln

Ernst Jahn (* 1903; † 5. Februar 1935 in Hameln) war ein deutscher Friseur und Mitglied der SPD, der 1935 von SA-Angehörigen getötet wurde. 

## Leben
Ernst Jahn war mit Lina Jahn, geb. Berries, verheiratet. Das Paar hatte vier Kinder und lebte in einem Haus in der Pyrmonter Straße 29 in Hameln, das heute nicht mehr existiert. Als SPD-Mitglied beteiligte er sich offenbar an Straßenkämpfen gegen die SA in Hameln. Nach der Machtergreifung von 1933 war er Anfeindungen seitens der SA ausgesetzt und wurde arbeitslos. In der Nacht vom 4. auf den 5. Februar 1935 lockten ihn, laut Aussage seiner Tochter, SA-Männer unter dem Vorwand aus seinem Haus, dass ein Nachbar Hilfe benötige. Am nächsten Morgen wurde er tot aus der nahegelegenen Weserschleuse geborgen.
Der Witwe von Ernst Jahn entzogen die NS-Behörden das Sorgerecht für ihre Kinder. Die Frau wurde zur Arbeit in dem Hamelner Rüstungsunternehmen DOMAG dienstverpflichtet. Die Kinder kamen zunächst in ein Waisenhaus und später zu ihren Großeltern. 
Das Tötungsdelikt an Ernst Jahn wurde von Polizei und Justiz vertuscht. Auch in der Nachkriegszeit wurde die Tat nicht geahndet. Der Fall wurde erst im Jahr 2013 der Hamelner Öffentlichkeit bekannt.

## Gedenken
Im Jahr 2014 verlegte der Künstler Gunter Demnig einen Stolperstein zum Gedenken an Ernst Jahn an der Hamelner Weserschleuse, wo er umkam. Die Stelle befindet sich unweit seines früheren Wohnsitzes am heutigen Weser-Radweg, neben dem Schleusenwärterhaus. 
Die Inschrift des Stolpersteins lautet:

„HIER WOHNTE
 ERNST JAHN
 JG. 1903
 IM WIDERSTAND / SPD
 VON SA
 
ERMORDET 5.2.1935
 WESERSCHLEUSE“

Neben dem Stolperstein brachten Anwohner 2014 eine Informationstafel an.